# Mensen van 18
Mensen van 18 is een Nederlandstalig duet van de Belgische zanger Wim De Craene en zangeres Della Bosiers uit 1977.
Hoewel het nummer niet op single verscheen, is het liedje een van de bekendere uit hun beider œuvre. Het nummer verscheen op De Craene's album ... Is Ook Nooit Weg.

## Meewerkende artiesten
- Producer:
  - Tim Griek
  - Wim De Craene
- Muzikanten:
  - Wim De Craene (zang)
  - Della Bosiers (zang)
  - Erik De Wolf
  - Hilde Tjoleyn
  - Lieven Coppieters (gitaar)
  - Philippe Venneman
  - Luc De Clus (gitaar)
  - Patrick Wante
  - Steef Verwee
  - Tars Lootens (keyboard)
  - Walter Eischer